# Шанахан, Мюррей
Мюррей Патрик Шанахан — британский профессор когнитивной робототехники в Имперском колледже Лондона, работающий на факультете вычислительной техники и старший научный сотрудник DeepMind.  Занимается исследованиями искусственного интеллекта, робототехники и когнитивных наук.

## Образование
Получил образование в Имперском колледже Лондона.  Защитил докторскую диссертацию в Кембриджском университете  под руководством Уильяма Ф. Клоксина (1987 году).

## Карьера и исследования
Был постдоком в Имперском колледже на факультете вычислительной техники (с 1987 по 1991) и научным сотрудником до 1995 года. С 1995 по 1998 работал на факультет электротехники Queen Mary & Westfield College, а затем (с 2005 г.) на факультете вычислительной техники, где со временем стал профессором. Был научным консультантом фильма Алекса Гарланда 2014 года Ex Machina. С 2017 г. входит во внешний консультативный совет Кембриджского центра изучения экзистенциального риска. В 2016 году в соавторстве опубликовал доказательство концепции «Глубокого символического обучения с подкреплением» (Deep Symbolic Reinforcement Learning), особой гибридной архитектуры ИИ, которая сочетает в себе GOFAI с нейронными сетями и демонстрирует форму трансферного обучения.  Журналы The Atlantic и Wired UK характеризовали Шанахана как влиятельного исследователя.

## Взгляды
Считает, что при всех достижениях ИИ не владеет абстрактными понятиями, не обладает здравым смыслом даже на уровне ребёнка и не способен ориентироваться в окружающей жизни. Видит главной целью своей работы создание общего искусственного интеллекта (AGI), способного адаптироваться к различным задачам и ситуациям. Отрицает опасность «восстания машин».
Считает, что интеллектуальные успехи машин в будущем окажутся намного выше тех, на которые в принципе способны биологические системы:
С алгоритмической точки зрения эволюция путем естественного отбора удивительно проста. Его основные элементы — это воспроизведение, вариация и конкуренция, и каждый из этих процессов повторяется бесчисленное количество раз. С точки зрения вычислений эволюция представляет собой чудовищную по своему объему серию одних и тех же циклов, к тому же прежде чем, наконец, в результате возникнет хоть что-нибудь интересное, эти циклы уже должны будут повториться бесчисленное количество раз. Но, что удивительно, именно эти процессы породили всю сложную жизнь на Земле и сделали это фактически с помощью «грубой силы», без использования того, что мы могли бы назвать «разумом» или «замыслом»